# Operacja Keelhaul

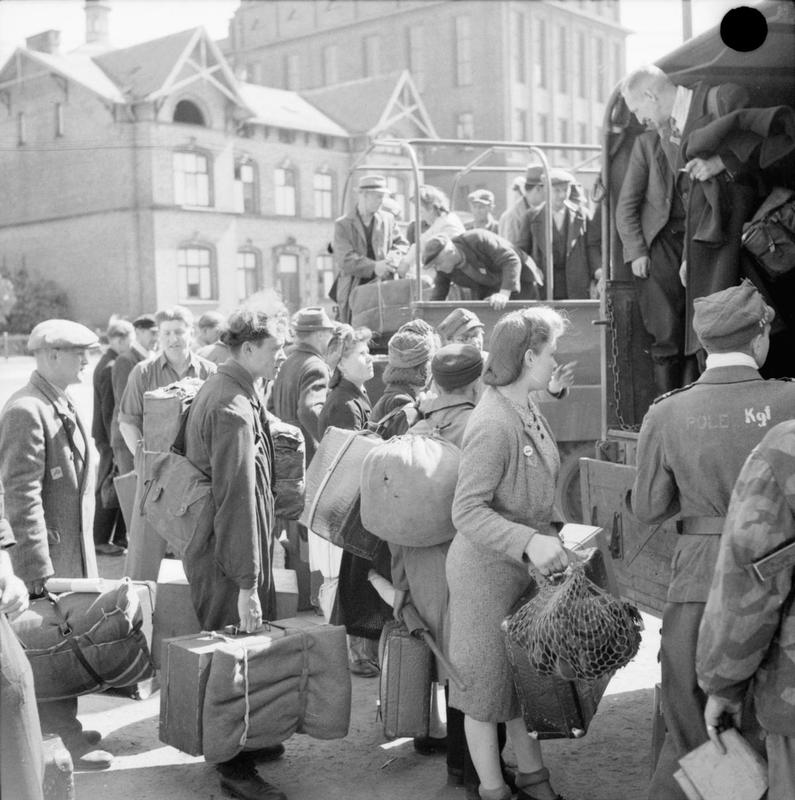
Osoby przesiedlone i uchodźcy w Niemczech

Operacja Keelhaul była wynikiem porozumień jałtańskich, przewidujących między innymi, że zachodni alianci przekazywać będą władzom Związku Radzieckiego wszystkich jego obywateli: 

[...] wydać Związkowi Radzieckiemu wszystkie osoby, także wbrew ich woli, a gdy trzeba – to siłą, które 1 września 1939 roku były obywatelami Związku Radzieckiego lub 22 czerwca 1941 roku były żołnierzami Armii Czerwonej i trafiły do niewoli w mundurach niemieckich lub jako dobrowolni sprzymierzeńcy Niemców.

W czasie operacji trwającej w latach 1945–1947 Sowietom wydano nie tylko wszystkich byłych obywateli – m.in. kolaborantów rosyjskich takich jak Rosyjska Armia Wyzwoleńcza czy Andriej Własow – ale także ukraińskich i innych, mimo ich próśb o azyl na zachodzie. W ramach operacji doprowadzono m.in. do rozbrojenia uformowanych jednostek wojskowych na terenie Włoch i terenów okupowanych w południowej części III Rzeszy (w Austrii).
Wśród przekazanych Sowietom byli m.in. żołnierze ukraińskiej 14 Dywizji Grenadierów SS, XV Kozackiego Korpusu Kawalerii, Kozackiego Stanu, Kaukaskiego Związku Bojowego SS oraz wysokiej rangi oficerowie: Andriej Szkuro, Piotr Krasnow, Timofiej Domanow i Sułtan Girej-Kłycz. Sowietom przekazywano także obywateli carskiej Rosji, którzy wyemigrowali w trakcie rewolucji i nigdy nie byli obywatelami sowieckimi.
Wielu zwykłych jeńców czy robotników przymusowych zamknięto w łagrach, gdyż Józef Stalin uważał poddanie się za zdradę, a wszystkich, którzy mieli styczność z „Zachodem”, za prawdopodobnie „skażonych” zachodnimi ideałami.
Operacja była uznana za tajną i utrzymywana także w sekrecie na zachodzie do lat 70. XX wieku, przez co Aleksandr Sołżenicyn nazwał ją „ostatnim sekretem drugiej wojny światowej”.
Nazwa operacji pochodzi od angielskiego keelhaul – przeciąganie pod kilem.
W 1973 w Stanach Zjednoczonych ukazała się książka poświęcona operacji Keelhaul: Operation Keelhaul: The Story of Forced Repatriation from 1944 to the Present, napisana przez Juliusa Epsteina i oparta na badaniach amerykańskich dokumentów archiwalnych. Wcześniej, w 1955 elementy operacji opisał i opublikował w Londynie Józef Mackiewicz.